# Vincenzo Gioberti
Vincenzo Gioberti (5. dubna 1801 Turín - 26. října 1852 Paříž) byl italský politik a filozof. Je považován za průkopníka neoguelfismu a liberálního katolicismu.

## Život
Gioberti studoval teologii na oratoriánském kněžském semináři ve svém rodném městě. V roce 1825 úspěšně dokončil studium a téhož roku byl vysvěcen na kněze. Poté byl pověřen učit na univerzitě v Turíně. Právě tam měl pravděpodobně první kontakt se sympatizanty karbonářů. Gioberti byl velmi otevřený vůči risorgimentu, protože stejně jako demokrat Giuseppe Mazzini usiloval o sjednocení všech italských zemí do nezávislého státu - Gioberti ovšem brzy začal upřednostňovat „sjednocenou Itálii pod papežským vedením“.
Když byl po politických zmatcích roku 1831 Karel Albert korunován na krále Sardinie-Piemontu, povolal Giobertiho ke svému dvoru jako kazatele. Intriky a nemožnost samostatně politicky jednat přiměly Giobertiho, aby v roce 1833 od dvora odešel. Ve stejném roce byl zatčen jako „karbonář“ a na čtyři měsíce uvězněn. Poté byla obvinění stažena a Gioberti byl „na doživotí“ vyhoštěn.
Gioberti odešel do Francie a usadil se v Paříži. V roce 1835 se přestěhoval do Bruselu a pracoval tam jako učitel jazyků. Když tam jeho přítel otevřel soukromou školu, dostal Gioberti učitelské místo jako lektor filozofie. Během těchto let exilu Gioberti napsal své první politické spisy, kde vyložil své politické a filozofické teorie.
V polovině roku 1845 se Gioberti vrátil do Paříže a učil tam teologii a filozofii. Když v roce 1846 byla díky liberální politice krále Karla Alberta vyhlášena „amnestie pro politické trestné činy“, Gioberti ji hned nepřijal. To již měl díky svým politickým myšlenkám mnoho stoupenců, a když dorazil 29. dubna 1848 do Turína, propukly nadšené oslavy. Gioberti odmítl místo ve vládě Karla Alberta a místo toho přijal politický úřad ve svém rodném městě. Od prosince 1848 do února 1849 však Gioberti pracoval jako předseda vlády (předseda Rady ministrů) království Sardinie-Piemont. Když byly po korunovaci krále Viktora Emanuela II. v březnu 1849 přerozděleny politické úřady, byl poslán k francouzskému dvoru jako vyslanec království Sardinie-Piemont.
Když byl Gioberti z funkce propuštěn, jel na nějaký čas do Bruselu, aby se věnoval vlastnímu výzkumu a studiu. Na popud papeže Pia IX. Giobertimu nabídli čestný důchod v kombinaci s možným povýšením v církvi. Gioberti to odmítl a poslední roky strávil téměř zapomenutý a v chudobě v Paříži. Tam zemřel na mrtvici ve věku 51 let 26. října 1852.

## Dílo
Giobertiho filozofické dílo bylo a je hodnoceno velmi nejednotně. Italský filozof Antonio Rosmini Serbati viděl v Giobertim posledního představitele středověkého myšlení; jeho francouzský kolega Victor Cousin dokonce popřel, že Gioberti vůbec byl filozofem, protože prý byl příliš v souladu s církví a vírou. Giobertiho filozofické teorie se zabývají ontologií, podle níž jsoucno vytváří to, co existuje, „ex nihilo“ (z ničeho). Bůh je jediné jsoucno, všechno ostatní jsou čisté existence. Bůh je zdrojem veškerého lidského poznání (idejí), které je jednotné a odráží se v samotném Bohu. Poznání je odvozeno z rozumu, ale aby bylo užitečné, musí se v něm odrážet, a sice pouze jazykovými prostředky. Znalost jsoucna a (konkrétních, nikoli abstraktních) existencí a jejich příslušných vztahů je nezbytná jako východisko filozofie.
Gioberti je v jistém smyslu platonikem. Ztotožňuje náboženství a civilizaci a ve své práci Del primato morale požaduje, aby papež měl rozhodující moc. Podle Giobertiho teorií by Svatý stolec měl sjednocenou Itálii vést do budoucnosti filozoficky, teologicky i politicky.
V exilu Giobertiho ovlivnil jeho přítel Paolo Pallia. Po několika drobnějších pracích mohl Gioberti roku 1839 publikovat první části svého úvodu do filozofie Introduzione allo studio della filosofia. Zde rozpracovává i svou teorii, podle níž je náboženství konec konců projevem „civilizovaného života“. Pouze správným (tj. katolickým) náboženstvím se lze vymezit a odlišit od „pouhé existence“.
Jeho další spisy, jako Del primato morale e civile degl'Italiani nebo Rinnovamento civile d'Italia, svědčí o Giobertiho pravověrnosti, ale také o jeho boji za lepší budoucnost Itálie.
V roce 1848, po Giobertiho návratu do Říma, jezuité u papeže Pia IX. prosadili zákaz některých Giobertiho spisů. Ještě téhož roku byly oficiálně přidány do soupisu zakázaných knih Index librorum prohibitorum. Politické události v příštích letech přinesly liberalizaci, která umožnila, aby Giuseppe Massari od roku 1856 začal vydávat Giobertiho sebrané spisy.